# Chiton tricostalis
Chiton tricostalis är en blötdjursart som beskrevs av Henry Augustus Pilsbry 1894. Chiton tricostalis ingår i släktet Chiton och familjen Chitonidae. Inga underarter finns listade i Catalogue of Life.